# 海底高原
海底高原（英语：Submarine plateau），也称海台（Oceanic plateau）、海底长垣或平顶海山，是海底的大型平坦區域，相對較周圍海床的水平高。
圆形或椭圆形平顶的海山，如日本海中的朝鲜海台、太平洋的沙茨基海台和大西洋的布莱克海台等的顶部水深在200~2500米之间，一般为1000~2000米之间。
全球共有184个海底高原，总面积18,486,600平方公里（7,137,700平方英里），约占海洋总面积的5.11％。雖然許多海底高原由大陸地殼組成，但一些海底高原有大型火成岩的遺跡。地質學家認為火成岩海底高原是發展大陸地殼的一個階段，密度低於海洋地殼，但高於正常的大陸地殼。

## 种类
海台可分为两类：
- 边缘海台：发育于大陆边缘，多分布于水深500～4000米处，为大陆坡或岛坡上的平坦面，坡度在1/100以下。通常为花岗岩基底，是沉没至海洋不同深度的地块，如美国东南岸外的布莱克海台。

- 洋中海台、“深海高原”：洋盆中孤立的海底高原，大多位于水深4000～5500米处，上覆以钙质为主的厚层沉积物，通常无明显的火山、地震等构造活动。有些则具有陆壳性质，可认为是大陆裂离出来沉没的碎块，也称微大陆，其地壳比周围洋底厚，但仍小于正常陆壳，如印度洋的马斯克林海台。

## 外部連結
- Oceanic Plateaus: Nuclei for Archean Cratons （页面存档备份，存于）
- On the oceanic plateaux （页面存档备份，存于） （法文）